# 30e régiment d'infanterie territoriale
Pour les articles homonymes, voir 30e régiment d'infanterie.
Le 30e régiment d'infanterie territoriale est un régiment d'infanterie de l'armée de terre française qui a participé à la Première Guerre mondiale.

## Création et différentes dénominations
Le régiment reçoit son numéro par décret du 19 mars 1875, en prévision de la mobilisation.

## Historique des garnisons, combats et batailles du30eRIT

### Première Guerre mondiale
Mobilisé en 4e Région Militaire.

#### Affectations
- 83e Division d'Infanterie Territoriale, d'août 1914 à juillet 1915.

## Drapeau
Il porte, cousues en lettres d'or dans ses plis, les inscriptions suivantes :
- Les Deux-Morins 1914
- Les Monts 1917